# Josh Briggs
Joshua Bruns (nacido el 5 de marzo de 1993), más conocido por su nombre en el ring Josh Briggs, es un luchador profesional estadounidense, que actualmente trabaja para WWE, apareciendo en su marca NXT 2.0. Anteriormente trabajó para Evolve, donde fue el último Campeón de Evolve.

## Carrera de lucha libre profesional

### WWE (2020-presente)
El 31 de agosto de 2020, se informó que Briggs había firmado un contrato con WWE, luego de la compra de Evolve por parte de la compañía en julio. El 7 de octubre, WWE anunció que se había presentado para entrenar en el WWE Performance Center, junto con otros cinco luchadores profesionales de Evolve.
En NXT UK emitido el 23 de junio, junto a Brooks Jensen se enfrentaron a Die Familie (Rohan Raja & Teoman), Dave Mastiff & Jack Starz y a Mark Andrews & Wild Boar en un Fatal-4 Way Tag Team Elimination Match, eliminando por último a Die Familie ganando los Campeonatos en Parejas del Reino Unido de NXT por primera vez.
En NXT New Year's Evil, junto a Brooks Jensen iban a participar en la Tag Team Gauntlet Match por una oportunidad a los Campeonatos en Parejas de NXT, sin embargo fueron atacados tras bambalinas por Gallus (Joe Coffey, Mark Coffey & Wolfgang) quienes hacían su regreso a NXT para tomar su lugar en la Tag Team Gauntlet Match. En Spring Breakin', junto a Fallon Henley derrotaron a Kiana James & Brooks Jensen, después del combate James abandonó a Jensen, por lo que Briggs & Henley lo consolaron, terminando el feudo. En la Noche 1 de NXT Gold Rush, junto a Brooks Jensen se enfrentaron a Malik Blade & Edris Enofé y a Tank Ledger & Hank Walter por una oportunidad por los Campeonatos en Parejas de NXT en la Noche 2 de NXT Gold Rush, sin embargo perdieron. En NXT Deadline, participó en el Iron Survivor Challenge por una oportunidad por el Campeonato de NXT, obteniendo 3 punto, sin embargo perdió.
Ya en 2024, en el episodio de NXT del 9 de enero, derrotó a Oro Mensah y la siguiente semana en otro NXT, mientras estaba tras bambalinas, habló con John Bradshaw Layfield. En NXT Stand & Deliver, se enfrentó a Oba Femi y a Dijak por el Campeonato Norteamericano de NXT, sin embargo perdió.

## Campeonatos y logros
- Alpha-1 Wrestling
  - Alpha-1 Gravity Championship (1 vez)

- Chaotic Wrestling
  - Chaotic Wrestling New England Championship (1 vez)

- Evolve
  - Evolve Championship (1 vez, último)

- WWE
  - NXT UK Tag Team Championship (1 vez) - con Brooks Jensen[8]